# Dschinghis Khan (singel Berryz Kōbō)
„Dschinghis Khan” (jap. ジンギスカン Jingisu Kan) – szesnasty singel zespołu Berryz Kōbō, wydany 12 marca 2008 roku przez wytwórnię Piccolo Town. Został wydany w edycji regularnej i limitowanej.
Został wydany także jako „Single V” (DVD) 7 kwietnia 2008 roku, a także jako „Event V”.
Singel osiągnął 5 pozycję w rankingu Oricon i pozostał na liście przez 8 tygodni, sprzedano 37 096 egzemplarzy.

## Lista utworów
| CD                      |                                                                           |                                                                     |                                                                     |                                                                     |      |
| Nr                      | Tytuł                                                                     | Słowa                                                               | Kompozycja                                                          | Aranżacja                                                           | Czas |
| 1.                      | "Dschinghis Khan" (jap. ジンギスカン Jingisu Kan) (cover Dschinghis Khan) | B.Meinunger (tłumaczenie: Iori Yamamoto)                            | R.Siegal                                                            | Dance☆Man                                                           |      |
| 2.                      | "Darling I LOVE YOU" (jap. ダーリン I LOVE YOU) (Berryz Kobo ver.)        | Tsunku                                                              | Tsunku                                                              | Mikio Sakai                                                         |      |
| 3.                      | "Dschinghis Khan" (jap. ジンギスカン Jingisu Kan) (Instrumental)          |                                                                     | R.Siegal                                                            | Dance☆Man                                                           |      |
| DVD (limitowana edycja) |                                                                           |                                                                     |                                                                     |                                                                     |      |
| Nr                      | Tytuł                                                                     | Tytuł                                                               | Tytuł                                                               | Tytuł                                                               | Czas |
| 1.                      | "Dschinghis Khan" (jap. ジンギスカン Jingisu Kan) (Dance Shot Ver.)       | "Dschinghis Khan" (jap. ジンギスカン Jingisu Kan) (Dance Shot Ver.) | "Dschinghis Khan" (jap. ジンギスカン Jingisu Kan) (Dance Shot Ver.) | "Dschinghis Khan" (jap. ジンギスカン Jingisu Kan) (Dance Shot Ver.) |      |

Single V
| Nr | Tytuł                                                             | Czas |
| -- | ----------------------------------------------------------------- | ---- |
| 1. | "Dschinghis Khan" (jap. ジンギスカン Jingisu Kan)                 |      |
| 2. | "Dschinghis Khan" (jap. ジンギスカン Jingisu Kan) (Close-up Ver.) |      |
| 3. | "Making eizō" (jap. メイキング映像)                               |      |

Event V
1. "Dschinghis Khan Mongolian Dance Shot Ver." (jap. ジンギスカン Mongolian Dance Shot Ver.)
2. "Dschinghis Khan Shimizu Saki Ver." (jap. ジンギスカン 清水佐紀 Ver.)
3. "Dschinghis Khan Tsugunaga Momoko Ver." (jap. ジンギスカン 嗣永桃子 Ver.)
4. "Dschinghis Khan Tokunaga Chinami Ver." (jap. ジンギスカン 徳永千奈美 Ver.)
5. "Dschinghis Khan Sudo Maasa Ver." (jap. ジンギスカン 須藤茉麻 Ver.)
6. "Dschinghis Khan Natsuyaki Miyabi Ver." (jap. ジンギスカン 夏焼雅 Ver.)
7. "Dschinghis Khan Kumai Yurina Ver." (jap. ジンギスカン 熊井友理奈 Ver.)
8. "Dschinghis Khan Sugaya Risako Ver." (jap. ジンギスカン 菅谷梨沙子 Ver.)